# Pronephrium liukiuense
Pronephrium liukiuense är en kärrbräkenväxtart som först beskrevs av Christ, och fick sitt nu gällande namn av Nakaike. Pronephrium liukiuense ingår i släktet Pronephrium och familjen Thelypteridaceae. Inga underarter finns listade.